# راؤول كانيدا
راؤول كانيدا بيريز (بالإسبانية: Raúl Caneda) (مواليد 21 يناير 1969) هو مدرب كرة قدم أسباني والمدير الفني السابق لنادي الاتحاد السعودي ونادي النصر السعودي.
كانيدا هو مدرب حديث في عالم كرة القدم حيث بدأ مشواره بالتدريب الاحترافي عام 2006 في نادي دورادوس دي سينالوا المكسيكي ولو انه مدرب حديث لكن ذلك لا يعني انه قليل الخبرة حيث كان كانيدا يترك بصمة في كل فريق يدربه.

## بداية مشواره التدريبي الاحترافي وتجربة ريال سوسيداد
بدأ راؤول كانيدا مشواره التدريبي عام 2006 في الفريق الأول بنادي دورادوس دي سينالوا المكسيكي وكان معه مواطنه خوان مانويل ليلو في الجهاز التدريبي، بعد عام عاد إلى بلاده إسبانيا ليدرب نادي ريال سوسيداد الأسباني الذي كان في ذلك الموسم يلعب في الدرجة الثانية بعد سنوات طويلة في الدرجة الأولى من الدوري الأسباني، ودرب كانيدا ريال سوسيداد في موسم 2007-2008 وكاد يعيده إلى مصاف دوري الدرجة الأولى ولكن لم يحالفه الحظ واحتل المركز الرابع علماً انه يتأهل اصحاب المراكز الأولى، وفي الموسم الثاني له مع ريال سوسيداد موسم 2008-2009 لم يكن أفضل من الأول فقد احتل المركز السادس في دوري الدرجة الثانية لتتم اقالة كانيدا من تدريب ريال سوسيداد.

## تدريبه لنادي ألميريا
بعد اقالة كانيدا من تدريب ريال سوديداد عام 2009، انتظر دعوة لتدريب أحد الفرق، وكانت له في اواخر عام 2009 من نادي الميريا الأسباني الذي كان يلعب في دوري الدرجة الاولى الأسباني، والذي كان يدربه الاعب الاسطوري السابق هوغو سانشيز لكن عبقرية سانشيز في اللعب لم تنفعه في تدريب الميريا فتمت اقالته في اواخر عام 2009 وبنصف موسم 2009–2010 ليأتي بعدها راؤول كانيدا وينقذ الفريق ويقوده نحو المركز الثالث عشر في الدوري. ويذكر في ذلك الموسم انه تعادل مع برشلونة 2–2 ليجعل ريال مدريد يتصدر الدوري وقتها مستفيداً من تعثر غريمه برشلونة من نادي الميريا.
لكن في موسمه الثاني مع الفريق كان اسوء بكثير من الأول حيث هبط نادي ألميريا إلى الدرجة الثاني بعدما احتل المركز الأخير في الدوري الأسباني موسم 2010–2011، لتتم اقالته نهاية الموسم الحالي.

## تجربة جديدة مع نادي الاتحاد السعودي
في موسم 2011–2012 تلقى كانيدا عرض من الشرق الأوسط وبالتحديد من نادي الاتحاد السعودي، ولكن العرض كان في نهاية الموسم الحالي بعد اقالة النادي السعودي عدة مدربين وقتها. حينها كان الاتحاد في مستوى سيئ وكان يعيش النادي حالة فوضى بعد ضياع فرصة الفوز بالدوري والخروج المبكر من كأس ولي العهد السعودي، ومع ذلك قبل راؤول التحدي ليبدأ العمل مباشرة في السعودية، حيث اكد كانيدا انه يعرف نادي الاتحاد السعودي حيث سمع عنه في إسبانيا عد تعادله مع نادي ريال مدريد 1–1 في كأس السلام 2009 وفي ملعب سانتياجو برنابيو ومن مشاركة النادي السعودي في كأس العالم للأندية لكرة القدم 2005، وكان كانيدا يعتبر المدرب الثالث للاتحاد في ذلك الموسم، ولكن المفاجآة الكبرى هي ان كانيدا اعاد روح الفريق الاتحادي بسرعة كبيرة جداً حيث اعاد الانتصارات للفريق وانهى الموسم دون أية هزيمة مع الفريق وذلك يعد إنجاز كبير بعد حالة الفوضى في الفريق السعودي، وقاده إلى دور الربع النهائي في دوري ابطال اسيا بعد تصدره المجموعة الثانية وتحقيقه خمسة انتصارات من اصل ستة وتعادل في مباراة، وقاده لتحقيق الانتصار على نادي بيروزي الإيراني في دور الـ16 بنتيجة 3–0 ليقوده إلى الدور الربع النهائي وواجه فريق جوانج جوه إيفرجراند الصيني وانتصر عليه بمباراة الذهاب في جدة بنتيجة 4–2 للاتحاد وفي مباراة الإياب في الصين تمكن من الخروج من المباراة ببطاقة التأهل لدور النصف النهائي بنتيجة 2–1 للفريق الصيني، ويواجه في النصف النهائي نادي الاهلي السعودي، اما عن الدوري فقد قاده إلى أن يحصد المركز الخامس.
وقد أقيل كانيدا من تدريب الاتحاد في فبراير عام 2013.